# Campeonato Panamericano de Béisbol Sub-10 de 2001
El Campeonato Panamericano de Béisbol Sub-10 de 2001 con categoría Infantil A, se disputó en Las Vegas, República Dominicana del 30 de agosto al 10 de septiembre de 2001. El oro se lo llevaron Brasil y Venezuela de manera compartida.

## Equipos participantes
- Aruba
- Brasil
- Honduras
- Panamá
- República Dominicana
- Venezuela

## Resultados
| Posición | Selección            |
| -------- | -------------------- |
|          | Brasil Venezuela     |
|          | República Dominicana |
|          | Panamá               |
| 4°       | Aruba                |
| 5°       | Honduras             |